# Ilija Kirčev
Ilija Kirčev (bugarski: Илия Кирчев; Dolni Čiflik, 28. prosinca 1932. – Varna, 11. rujna 1997.) bio je bugarski nogometaš i nogometni trener. Kirčev je igrao na poziciji središnjega braniča. Igrao je za bugarski klub Spartak Varna i upisao 286 nastupa u bugarskoj prvoj ligi.
Za bugarsku reprezentaciju nastupio je 7 puta.